# Mérei Anna
Mérei Anna (Budapest, 1943 –) magyar rendező.

## Élete
Mérei Ferenc (1909–1986) és Mérei Vera (1916–2007) második gyermekeként született. 1944-ben apja munkaszolgálatot teljesített, mialatt ő nővérével, Mária Eszterrel, édesanyjával és nagyanyjával Budapesten tartózkodott. 1944. október 15-e után nővérével együtt Telléry Mária lakására kerültek, ahol három hétig maradtak. Ezután visszatértek anyjukhoz és nagyanyjukhoz. Később a családnak sikerült hamis iratokhoz jutnia. A Vöröskereszt védelme alatt álló védett házba költöztek, ahol a felszabadulásig maradtak.
Tanulmányait az ELTE Bölcsészettudományi Karának magyar–népművelés szakán folytatta. 1969-ben végzett. A Magyar Televíziónál helyezkedett el, ahol kezdetben a zenei osztályon rendezett zenei műsorokat, így például 1970-től a Zene, zene, zene című sorozatot, majd 1973 és 1980 között a Karmesterversenyt.

## Díjai, elismerései
- A Miskolci Tv-fesztivál közönségdíja
- Film- és Tv-kritikusok Díja
- Kamera Hungária Televíziós Fesztivál alkotói díja (2005)[3]

## Filmográfiája (válogatás)
- Történelmi dallamok (1974–1978)
- Tüzet viszek (1984)
- Solti György Budapesten (1985)
- A karmester: Medveczky Ádám (1986)
- Mi-Tu-Ház (1987)
- Darabbér (1989)
- Egy óra Schiff Andrással (1989)
- A Standard-ügy (1990)
- A villa titka (1990)
- Dohnányi Ernőre emlékezünk (1993)
- Hamari Júlia portré (1993)
- Dohnányi Ernő emlékére (1993)
- A holtak falva (1993)
- Murray Perahia Budapest vendége (1995)
- Misu, portré Vajda Mihályról (1995)
- A mi pénzünk (1991–1995)
- Vezér Erzsi (1995)
- Ember vagy ördög? – Ki volt Lakatos Imre (1999)
- Őrangyalház (rendező és forgatókönyvíró) (2002) [4]
- A hetedik (2001)
- Fénylő szavak (2002)
- 2004 Harminckét sor (2005)
- Aki szétosztotta önmagát (2006)
- A gordonka hangja Perényi Miklós (2008)

## Származása
| Mérei Anna (Budapest, 1943–) | Apja: Mérei Ferenc (Budapest, 1909. nov. 24.– Budapest, 1986. febr. 23.) pszichológus, pedagógus            | Apai nagyapja: Mérei Gáspár Géza 1881-ig Mellinger Gáspár Géza (Esztergom, 1876. dec. 21.– Budapest, 1914. aug. 9.) fényképész    | Apai nagyapai dédapja: Mérei Rezső 1881-ig Mellinger Rezső (Esztergom, 1842. nov. 10.– Budapest, 1934. aug. 12.) kereskedő         |
| Mérei Anna (Budapest, 1943–) | Apja: Mérei Ferenc (Budapest, 1909. nov. 24.– Budapest, 1986. febr. 23.) pszichológus, pedagógus            | Apai nagyapja: Mérei Gáspár Géza 1881-ig Mellinger Gáspár Géza (Esztergom, 1876. dec. 21.– Budapest, 1914. aug. 9.) fényképész    | Apai nagyapai dédanyja: Stern Zsófia (kb. 1849– Budapest, 1915. szept. 8.)                                                         |
| Mérei Anna (Budapest, 1943–) | Apja: Mérei Ferenc (Budapest, 1909. nov. 24.– Budapest, 1986. febr. 23.) pszichológus, pedagógus            | Apai nagyanyja: Klein Valéria (Poroszló, 1884. máj. 9.– 1968)                                                                     | Apai nagyanyai dédapja: Klein Ábrahám (Poroszló, kb. 1859–?) fakereskedő                                                           |
| Mérei Anna (Budapest, 1943–) | Apja: Mérei Ferenc (Budapest, 1909. nov. 24.– Budapest, 1986. febr. 23.) pszichológus, pedagógus            | Apai nagyanyja: Klein Valéria (Poroszló, 1884. máj. 9.– 1968)                                                                     | Apai nagyanyai dédanyja: Mautner Emília (kb. 1862– Budapest, 1904. jún. 30.)                                                       |
| Mérei Anna (Budapest, 1943–) | Anyja: Mérei Vera szül. Molnár Veronika (Budapest, 1916. okt. 19.– Budapest, 2007. okt. 25.) gyógypedagógus | Anyai nagyapja: Molnár István 1889-ig Mayer Izidor (Budapest, 1875. dec. 19.– Budapest, 1939. jún. 1.) részvénytársasági igazgató | Anyai nagyapai dédapja: Molnár Móric 1889-ig Mayer Móric (Makó, 1847. szept. 11.– Budapest, 1910. nov. 16.) államvasúti hivatalnok |
| Mérei Anna (Budapest, 1943–) | Anyja: Mérei Vera szül. Molnár Veronika (Budapest, 1916. okt. 19.– Budapest, 2007. okt. 25.) gyógypedagógus | Anyai nagyapja: Molnár István 1889-ig Mayer Izidor (Budapest, 1875. dec. 19.– Budapest, 1939. jún. 1.) részvénytársasági igazgató | Anyai nagyapai dédanyja: Friedmann Fanni (kb. 1852– Budapest, 1909. aug. 6.)                                                       |
| Mérei Anna (Budapest, 1943–) | Anyja: Mérei Vera szül. Molnár Veronika (Budapest, 1916. okt. 19.– Budapest, 2007. okt. 25.) gyógypedagógus | Anyai nagyanyja: Freund Margit (Érsekújvár, 1888. jan. 27.– Budapest, 1954. nov. 8.)                                              | Anyai nagyanyai dédapja: Freund Salamon (Nyitra, kb. 1844– Bécs, 1909. márc. 25.) kereskedő                                        |
| Mérei Anna (Budapest, 1943–) | Anyja: Mérei Vera szül. Molnár Veronika (Budapest, 1916. okt. 19.– Budapest, 2007. okt. 25.) gyógypedagógus | Anyai nagyanyja: Freund Margit (Érsekújvár, 1888. jan. 27.– Budapest, 1954. nov. 8.)                                              | Anyai nagyanyai dédanyja: Weiss Jozefin (Ógyalla, kb. 1851– Érsekújvár, 1917. júl. 17.)                                            |